# Лезневичи (Дятловский район)
Лезневи́чи (бел. Лезнявічы) — деревня в Даниловичском сельсовете Дятловского района Гродненской области Республики Беларусь. По переписи населения 2009 года в Лезневичах проживало 27 человек.

## История
В 1909 году Лезневичи — деревня в Кошелёвской волости Новогрудского уезда Минской губернии (29 хозяйств, 174 жителя).
В 1921—1939 годах Лезневичи находились в составе межвоенной Польской Республики. В 1923 году в Лезневичах было 34 хозяйства, 162 жителя. В сентябре 1939 года Лезневичи вошли в состав БССР.
В 1996 году Лезневичи входили в состав колхоза «Гвардия». В деревне насчитывалось 30 хозяйств, проживало 59 человек.